# 冨田浩二
冨田 浩二（とみた こうじ、1992年4月24日- ）は、九州地方で活動する映像クイズクリエイター・クイズマスター。

## 人物
2011年9月より、熊本市中央区の飲食店にて自ら制作・進行を行うクイズイベント「Dragon Question」を主宰している。
2013年6月にKABの深夜番組『5ch』の『モチコミ』のコーナーに出演。以降、5ch及びKABでのクイズ企画に出演するようになる。DragonQuestion公式YouTubeチャンネルでは映像クイズやLIVE配信でクイズを出題しているほか、2019年4月から「FMK RADIOBUSTERS」の水曜レギュラーとなり、同番組の火曜レギュラー伴都美子（Do As Infinity）とは2020年9月29日に放送された特別番組『Do As Infinityスペシャルプログラム Do As RADIO』にて録音出演ながらも共演をしている。

## 過去の出演
- 5ch（熊本朝日放送） - 2013年6月15日、6月22日、9月14日、10月12日、2014年1月11日、1月25日放送分他多数 ※現在は不定期に「モンダイ」コーナー出演
- 黒木タクシー（FMK） - 2013年12月28日放送分ゲスト
- パチプレTV-R（熊本朝日放送） - 2014年1月7日放送分「第1回パチプレカルトクイズ」進行[2] 他「パチプレカルトクイズ」シリーズ進行
- 駅前TVサタブラ（熊本朝日放送） - 2015年4月4日 - ※レギュラー出演
- スマハラ サバドゥ（KBCラジオ） - 2016年4月9日 - ※電話でのレギュラー出演（クイズコーナー「クイズdeドゥ」出題担当）
- くまパワ+（熊本朝日放送） -2018年 - 　※レギュラー出演
- KBC長浜横丁 手羽先なるみ（KBCラジオ）- 2018年10月 - 　　※レギュラー出演
- KBC長浜横丁 チキンの冨Ｑ （KBCラジオ）- 2019年4月26日  臨時オープン 店長
- サキpresentsアンサーチェック（FMK）- 2019年1月4日 - 　※制作担当（謎の屋敷 執事と思われる）
- FMK RADIO BUSTERS（FMK）- 2019年 - 　※水曜日担当
- からし蓮根のヨクバリ（熊本朝日放送） -  2020年4月 - 2021年3月　※ナレーション担当
- 熊本日産自動車（日産・デイズと日産・ルークスのローカルCM、草野遥出演）　※ナレーション担当
- カラシコンボ（熊本朝日放送） -  2021年4月 - 　※ナレーション担当

## リンク
- QuizCreator's diary （本人のブログ）
- 冨田浩二 (@DQ_QuizCreator) - X（旧Twitter）